# 西村和彦
西村 和彦（にしむら かずひこ、1966年8月21日 - ）は、日本の俳優。京都府出身。ソニー・ミュージックアーティスツ所属。身長175cm、体重60kg。血液型はO型。特技はハンドボール、ラグビー、空手、水泳、乗馬、体操。京都市立日吉ヶ丘高等学校卒業、日本大学芸術学部映画学科中退。

## 来歴
実家は伏見稲荷大社の境内（稲荷山山腹）にある、両親と兄が経営する四ツ辻茶屋『仁志むら亭』（高校までは山の上から通学していた）。
中学ではソフトテニス部、高校時代はハンドボール部に所属していた。後年もハンドボールでは40歳以上の選手で結成したマスターズチーム「GHBP ARES」に入ってプレーしている。
高校時代に役者になることを志し、大学を中退。夏木陽介が主催する「夏アクターズスタジオ」の一期生となる。
1988年、『翼をください』で本格デビューし、自身初の連続ドラマ『超獣戦隊ライブマン』の大原丈 / イエローライオン役以降、数多くの作品に出演する。
1991年、「ファイト、一発!」でお馴染みの大正製薬（リポビタンD）のCMキャラクターに起用され、全国に名が知れ渡る。
1993年、『同窓会』では同性愛者の青年役を演じきり、世間に強烈なインパクトを残す。
1996年に女優、立原麻衣と結婚するが、2005年1月に離婚。なお、立原との間に子供はいない。
西村と國重友美は2005年夏にテレビ番組の共演で知り合い、國重の個展に西村が訪れるなどして急接近。2006年5月に結婚した。2008年1月24日に第一子（男児・2,915g）、2009年2月20日に第二子（女児・2,355g）が誕生。2015年冬に國重と離婚し、二人の子供の親権は西村が持つことになった。

## 人物・エピソード
芝居に対する姿勢は役柄に合わせて「カメレオンのように変える主義」で、「二枚目・三枚目などの認識はない」と述べている。
バラエティー番組には2000年代後半以降に積極的に出演するようになったが、20代から30代のころは「役者は素を晒すべきではない」という自身のこだわりを貫いていたため出演がなかった。子供をもうけてから「役者である前に一人の人間だ」と考えを改めた。
京都市役所の推進する「京都創生」に提言を寄せている1人。
やしきたかじんの親戚筋にあたる。
『ライブマン』の前年に『仮面ライダーBLACK』の南光太郎 / 仮面ライダーBLACK役のオーディションを受けていたが落選した。
『ライブマン』の初期メンバーは既に知名度のあった嶋大輔と森恵が起用され、西村のみが新人であった。東映プロデューサーの鈴木武幸は、西村が「2人をいつか追い越す」と語っており、役に真剣に取り組んでいたと証言している。
『ライブマン』で共演した嶋大輔は、当時の西村は「熱血いけいけタイプの新人俳優」であったと評し、西村が果敢にアクションに挑戦していたことから自身も負けじとアクションに挑んだと述べている。また嶋は、厳しく怒鳴る監督の東條昭平が西村の天敵であったと証言している。東條は、西村について「よかった」と評しており、前作『光戦隊マスクマン』にゲスト出演したときから着目していたことを語っている。
鉄道ファンでもある。好きな車両は新幹線500系電車で、台車や蒸気機関車のコンプレッサーの音などが好きであると発言している。子どものころは地元の梅小路蒸気機関車館によく行っていたといい、2016年に梅小路蒸気機関車館と交通科学博物館（大阪市）の後継施設として誕生した京都鉄道博物館の開業記念式典にゲストとして出席している。また、『超潜入!リアルスコープハイパー』（フジテレビ）や『笑神様は突然に…』（日テレ）の鉄道BIG4ロケ、『出発!ローカル線 聞きこみ発見旅』（BSテレ東）など、様々な鉄道関連番組にも出演している。
別番組では鉄道だけでなく、船・バイク好きであることも語っている。

## 出演

### テレビドラマ
- スーパー戦隊シリーズ（テレビ朝日） 
  - 光戦隊マスクマン 第28話「美緒がイアル姫?!」・第29話「友情の新必殺武器」（1987年9月5日・12日） - 黒川 役
  - 超獣戦隊ライブマン（1988年2月27日 - 1989年2月18日） - 大原丈 / イエローライオン 役
  - 海賊戦隊ゴーカイジャー 第30話「友の魂だけでも」（2011年9月18日） - 大原丈 / イエローライオン 役[注釈 1]
- ベイシティ刑事 第12話「サンタが殺しにやってくる」（1987年12月23日、テレビ朝日） - リョウ 役
- 翼をください（1988年1月3日、NHK）
- 水曜グランドロマン 交通刑務所の朝（1989年9月、日本テレビ）
- 暴れん坊将軍III 第88話「いなせ新さん大奥を斬る!」（1989年11月、テレビ朝日） - 大助 役
- 付き馬屋おえん事件帳 第1話「女涙の初恋始末」（1990年1月12日、テレビ東京・松竹）
- 続続・三匹が斬る! 第3話「酒と女と小判漬け、悪徳家老に大変身!」（1990年1月、テレビ朝日）
- 愛の劇場 いつか誰かと（1990年2月26日 - 4月13日、TBS）
- 火曜サスペンス劇場 愛と殺意の川（1990年7月、日本テレビ）
- スクール☆ウォーズII（1990年9月4日 - 1991年1月8日、TBS） - 水口征二 役
- 検事・若浦葉子（1991年4月13日 - 6月29日、日本テレビ系） - 兵藤克彦 役
- 映画みたいな恋したい「シー・オブ・ラブ」（1991年5月11日、テレビ東京）
- ルージュの伝言 VOL.13「魔法のくすり」（1991年6月26日、TBS）
- ヴァンサンカン・結婚（1991年7月4日 - 9月19日、フジテレビ） - 市河清志 役
- 火曜サスペンス劇場 弁護士・朝日岳之助 3・殺意の法廷（1991年11月、日本テレビ）
- TBS大型時代劇スペシャル 平清盛（1992年1月1日、TBS） - 源義平 役
- 必殺スペシャル・新春 せんりつ誘拐される（1992年1月2日、朝日放送） - 野分けの鶴吉 役
- ポールポジション!愛しき人へ…（1992年1月8日 - 3月18日、日本テレビ） - 蔵持秀郎 役
- 裏刑事-URADEKA-（1992年4月14日 - 6月30日、朝日放送・テレビ朝日） - 南俊彦 役
- 主婦たちのざけんなヨII 「子供作ルベカラズ」（1992年5月、フジテレビ） - 宮川昌也 役
- 法医学教室の事件ファイル（1992年7月 - 9月・1993年7月 - 9月、テレビ朝日） - 水村透 役
- 天使のように生きてみたい（1992年7月3日 - 9月25日、TBS） - 牧村亮 役
- 誰かが彼女を愛してる（1992年10月14日 - 12月23日、フジテレビ） - 朝倉純也 役
- 柴門ふみセレクション 第1話「ふしだらなシンデレラたち」（1992年10月、テレビ朝日）
- 荒木又右衛門 決闘鍵屋の辻（1993年3月、日本テレビ） - 渡部数馬 役
- 連続テレビ小説（NHK）
  - ぴあの（1994年4月4日 - 10月1日） - 宮下達郎 役
  - ウェルかめ 第22週「海ガメ、浜へ帰る」（2010年3月） - 高木允道 役
  - おちょやん（2020年後期 - 終了） - 宮元潔 役[16]
- 三軒目の誘惑（1994年4月 - 6月、日本テレビ） - 千種励 役
- If もしも「彼女がすわるのは左のイスか右のイスか」（1993年5月、フジテレビ）
- 土曜ワイド劇場 魔性の殺人・幽霊からの脅迫電話!?（1993年10月、テレビ朝日）
- 真夜中を駆けぬける（1993年11月 - 12月、テレビ朝日）
- 同窓会（1993年10月 - 12月、日本テレビ系） - 安藤風馬 役
- 嘘でもいいから（1993年10月 - 12月、よみうりテレビ・日本テレビ） - 竹本健 役
- 誰よりも君のこと（1994年10月、テレビ朝日）
- 土曜ワイド劇場 廻る殺人（1994年11月）
- 八代将軍吉宗（1995年1月 - 12月、NHK） - 徳川宗堯 役
- 我慢できない!（1995年1月 - 2月、関西テレビ・フジテレビ） - 大庭謙治 役
- おかみ三代女の戦い（1995年1月 - 3月、TBS） - 前田亮介 役
- 夏!デパート物語 第2話「集団ニューハーフ様！店内は大騒ぎ!!」（1995年7月、TBS）
- 土曜ワイド劇場 女外科医・疑惑のメス（1995年5月）
- 火曜サスペンス劇場 逃亡結婚（1995年6月、日本テレビ）
- 刑事 蛇に横切られる（1995年7月、NHK）
- 月曜ドラマスペシャル 大島つむぎ殺人事件（1995年7月、TBS）
- 浅見光彦シリーズ3（1995年） ‐ レポーター・西村和彦（本人役） 役
- 愛と死の決断! ハンガリア舞曲をもう一度（1995年8月、テレビ朝日）
- 土曜ワイド劇場 7人のOLが行く! 2・神秘の島バリ編（1995年8月、テレビ朝日）
- ドラマ結婚式場 花嫁介添人がゆく 9 産まれるッ（1995年10月、関西テレビ・フジテレビ）
- ドラマチック結婚'95 ふたりの夫を愛した私（1995年10月、TBS）
- 火曜サスペンス劇場 警視庁鑑識班 1 - 19（1996年 - 2005年、日本テレビ） - 主演・中山淳彦 役
- 味いちもんめII（1996年1月 - 3月、テレビ朝日） - 小松大介 役
- 月曜ドラマスペシャル 運命岬に立つ女（1996年7月、TBS）
- 月曜ドラマスペシャル 浅見光彦シリーズ 7・秋の特別版 風葬の城（1996年9月、TBS）
- 土曜ワイド劇場 法医学教室の事件ファイル5 - 21（1996年10月 - 2005年6月）
- 裸の大将放浪記 82「清もびっくり!そっくり美人〜沖縄編」（1996年12月、関西テレビ・フジテレビ）
- TBS大型時代劇スペシャル 竜馬がゆく（1997年1月、TBS） - 高杉晋作 役
- 新春時代劇スペシャル 弁慶（1997年1月、テレビ朝日） - 源義経 役
- 愛の劇場 あした吹く風 （1997年4月 - 5月、TBS） - 三枝恭介 役
- 月曜ドラマスペシャル 赤川次郎サスペンス・冠婚葬祭殺人事件（1997年8月、TBS） - 主役・井上刑事 役
- 杜の都恋物語〜あの光の中の君〜（1997年12月、KHB） - 島崎政樹 役
- 12時間超ワイドドラマ 家康が最も恐れた男 真田幸村（1998年1月、テレビ東京系） - 猿飛佐助 役
- 月曜ドラマスペシャル ブライダルコーディネーターの事件簿 2 名古屋嫁とり殺人事件（1998年3月、TBS） - 手塚公彦 役
- ウイークエンドドラマ 美少女新世紀 GAZER（1998年8月 - 9月、テレビ朝日） - 日向明 役
- 月曜ドラマスペシャル 十津川警部シリーズ 尾道・倉敷殺人ルート（1998年9月、TBS）
- 金曜エンタテインメント ナースな探偵 2〜幽霊は復讐する〜（1998年10月、フジテレビ） - 平岡真吾 役
- 京都迷宮案内 第1シリーズ（1999年1月 - 3月、テレビ朝日） - 高階登 役
- ロマンス（1999年4月 - 6月、日本テレビ） - 筧耕太郎 役
- ザ・ハングマン・MISSION 2000（1999年4月、朝日放送・テレビ朝日） - 主演・高岡譲治 役
- P.S. 元気です、俊平（1999年6月 - 9月、TBS） - 筒井慎一 役
- はみだし刑事情熱系 4 第1話「東京〜函館 謎の連続殺人!ついに訪れた告白の瞬間!?」（1999年10月、テレビ朝日）
- 天保義民伝・土に生きる（1999年10月、テレビ東京） - 沢口丈助 役
- 土曜ワイド劇場 牟田刑事官事件ファイル 27 横浜－米子連続殺人!（1999年10月、テレビ朝日） - 西谷純一 役
- 月曜ミステリー劇場 カードGメン・小早川茜 1 - 8（2000年3月 - 2005年4月、TBS） - 沢松染太郎 役
- それぞれの断崖（2000年4月 - 6月、テレビ東京） - 深瀬真一 役
- 金曜エンタテイメント 最後のストライク（2000年7月、フジテレビ） - 清川栄治 役
- 女と愛とミステリー 四つの終止符（2001年1月、テレビ東京） - 古賀博幸 役
- いくつもの海を越えて（2001年3月、日本テレビ）
- 陰陽師 第3話「迷神」（2001年4月、NHK） - 菅原伊通 役
- 金曜エンタテインメント 京都夢の浮橋殺人事件（2001年4月、フジテレビ）
- 金曜エンタテインメント お局探偵亜木子&みどりの旅情事件帳 4・復讐のウェディングドレス（2001年5月、フジテレビ） - 一ノ瀬直人 役
- 女と愛とミステリー 和泉教授夫妻シリーズ 1・釧路湿原殺人事件（2001年10月、テレビ東京） - 友利恵一 役
- 女と愛とミステリー 黒い目撃者（2002年1月、テレビ東京） - 中平正則 役
- 女と愛とミステリー 山村美紗サスペンス 京都新婚旅行殺人事件（2002年7月3日、テレビ東京） - 朱雀修一郎 役
- 女と愛とミステリー 逃げ口上〜路線バス爆破事件!（2002年10月、テレビ東京） - 伊達良和 役
- 子盗り（2002年11月、朝日放送・テレビ朝日） - 峰岸琢磨 役
- 大河ドラマ 武蔵 MUSASHI（2003年1月 - 12月、NHK） - 伊達政宗 役
- 愛の劇場 ダンシングライフ（2003年5月 - 6月、TBS） - 棚橋俊平 役
- 土曜ワイド劇場 山村美紗サスペンス 不倫の旅連続殺人（2003年5月、テレビ朝日） - 泉達也 役
- 月曜ミステリー劇場 女三人乱れ咲き!氷川きよし追っかけツアー殺人事件（2003年8月、TBS）
- 警視庁鑑識班2004（2004年1月 - 3月）
- 牡丹と薔薇（2004年1月 - 3月、東海テレビ・フジテレビ） - 清原由岐雄 役
- 女と愛とミステリー 多摩南署たたき上げ刑事・近松丙吉 細い赤い糸（2004年10月、テレビ東京）
- 女と愛とミステリー 時効〜成立直前4日（2004年12月、テレビ東京） - 中岡警部補 役
- 11通の…出せなかったラブレター 第11通「たった二人の卒業式」（2005年3月、朝日放送） - 北村貴之 役
- 火曜サスペンス劇場 六月の花嫁2005・櫛（2005年6月、日本テレビ） - 秋山武志 役
- 緋の十字架 （2005年10月 - 12月、東海テレビ・フジテレビ） - 大河内直哉 役
- DRAMA COMPLEX 松本清張スペシャル・指（2006年2月、日本テレビ） - 安田明 役
- 土曜ワイド劇場 テニススクール殺人事件（2006年4月、テレビ朝日） - 西木岳夫 役
- 7人の女弁護士 第5話「女弁護士が愛した殺人犯!」（2006年5月、テレビ朝日） - 山崎哲夫 役
- 富豪刑事デラックス 第6話「ウエディングプランナーの富豪刑事」（2006年5月、テレビ朝日） - 黒崎明彦 役
- 土曜ワイド劇場 夜桜お七殺人事件（2006年5月、テレビ朝日） - 戸部金造 役
- 水曜ミステリー9 子だくさん刑事（2006年6月、テレビ東京） - 真田厚（警部補） 役
- 水曜ミステリー9 銀座高級クラブママ 青山みゆき 女帝バトル殺人帳簿（2006年9月、テレビ東京） - 篠田泰三 役
- 名探偵コナン10周年ドラマスペシャル 工藤新一への挑戦状〜さよならまでの序章（プロローグ）〜（2006年10月、読売テレビ・日本テレビ） - 南田恭介 役
- 逃亡者 おりん 第5話（2006年11月、テレビ東京） - 前田信吾 役
- 太閤記〜天下を獲った男・秀吉 第4話（2006年11月、テレビ朝日） - 浅井長政 役
- 地獄少女（2006年11月 - 2007年1月、日本テレビ） - 柴田一 役
- 土曜ワイド劇場 隠蔽捜査（2007年3月、テレビ朝日） - 小松貴行 役
- 火曜ドラマゴールド 監察医・室生亜季子 スペシャル 最後の解剖（2007年3月、日本テレビ） - 吉田一夫 役
- 水曜ミステリー9 信濃のコロンボ事件ファイル 14 死あわせなカップル（2007年4月、テレビ東京）
- テレサ・テン物語〜私の家は山の向こう （2007年6月、テレビ朝日） - レコードディレクター・阿部聡 役
- その男、副署長〜京都河原町署事件ファイル〜 1 第7話「河原町署最大の危機…襲われた女署長!!」（2007年6月、テレビ朝日）
- 夏雲あがれ（2007年6月 - 7月、NHK） - 梅原監物 役
- 刺客請負人（2007年7月 - 9月、テレビ東京） - お役者信次 役
- 女帝 第6話（2007年8月、テレビ朝日） - 大翔辰紘 役
- 死化粧師 第2話「輝ける死顔を」（2007年10月、テレビ東京） - 成瀬博樹 役
- 初恋net.com 〜忘れられない恋のうた〜 episode.2 ボクノスベテダッタノニ（2007年11月、朝日放送） - 主演・赤間裕介 役
- はぐれ刑事純情派 20周年記念スペシャル 帰ってきた安浦刑事（2007年12月、テレビ朝日） - 田代洋次 役
- おいしいデパ地下（2008年1月、テレビ朝日） - 榎木田純一 役
- 金曜プレステージ 津軽海峡ミステリー航路 7（2008年2月、フジテレビ）
- 虹への手紙（2008年7月 - 9月、ホームドラマチャンネル） - 主演・森山聡 役
- 主水之助七番勝負〜徳川風雲録外伝〜 第1話「満月の夜に妻を切る剣鬼」（2008年10月、テレビ東京） - 人面狼之助 役
- 金曜プレステージ 〜恋を捨て夢に駆けた女〜エド・はるみ物語 （2008年11月、フジテレビ） - 水沢志郎 役
- 肉体の門（2008年12月、テレビ朝日） - 菊間 役
- 新春ワイド時代劇 寧々〜おんな太閤記（2009年1月、テレビ東京） - 明智光秀 役
- 必殺仕事人2009 第6話「夫殺し」（2009年2月20日、テレビ朝日） - 伊勢崎藤五郎 役（※放送当日第二子となる女児が誕生）
- ルビコンの決断 第12話「ブラジャーで社会を変えろ!ワコールと働く女性の時代」（2009年7月、テレビ東京）
- 赤かぶ検事 京都篇 第3話「祇園小唄殺人事件」（2010年1月、TBS） - 辻善三郎 役
- 金曜プレステージ 検事・霞夕子（2011年2月、フジテレビ） - 桜木洋一 役 
  - 検事 霞夕子〜無関係な死〜（2011年9月）
  - 検事 霞夕子〜年一回の訪問者〜（2012年6月）
  - 検事 霞夕子 誤認逮捕（2013年6月）
  - 検事 霞夕子 幻の罪（2013年12月）
  - 検事 霞夕子 不能犯（2014年5月）
  - 赤と黒のゲキジョー 検事 霞夕子 死人に口あり（2014年10月）
- 新・ミナミの帝王2（2011年3月、関西テレビ） - 黒岩慎二 役
- おみやさん 第8シリーズ 最終話「私を殺してと叫んだ女…」（2011年6月、テレビ朝日） - 十和田公平 役
- 幸せの時間（2012年11月 - 12月、東海テレビ・フジテレビ） - 浅倉達彦 役
- 怪盗ロワイヤル 第7話（2011年12月9日、TBS） - 北場高志 役
- 家族八景 Nanase,Telepathy Girl's Ballad 第9話・最終話（2012年3月15日・22日、毎日放送・TBS） - 市川省吾 役
- MONSTERS 最終話（2012年12月9日、TBS） - 諏訪敦史 役
- TAKE FIVE〜俺たちは愛を盗めるか〜 第2話（2013年4月26日、TBS） - 清水真 役
- でたらめヒーロー 第7話 - 第13話（2013年5月16日、よみうりテレビ・日本テレビ） - 芹沢春樹 役
- こころをつないだタクト ～指揮者・小山卯三郎（2013年10月27日、テレビ熊本郷土の偉人シリーズ） - 主演・小山卯三郎 役[17][18]
- 明日、ママがいない 第1話（2014年1月15日、日本テレビ） - 細貝 役
- 土曜ワイド劇場 温泉若おかみの殺人推理27 四国香川〜初夜に殺された瀬戸の花嫁（2014年3月1日、テレビ朝日系） - 春日井淳一 役
- ドラマスペシャル 刑事（2014年3月26日、テレビ東京系） - 結城知良 役
- HERO 第4話（2014年8月4日、フジテレビ） - 土井垣次郎 役
- 水曜ミステリー9 激突!アラフィフ熟女刑事の事件簿（2015年6月10日） - 斎藤悟志 役
- 37.5℃の涙（2015年7月 - 9月、TBS） - 佐藤錦 役
- 仮面ライダーゴースト（2015年 - 2016年、テレビ朝日） - 天空寺龍 役
- 新・牡丹と薔薇 第1話・第2話（2015年11月30日・12月1日、東海テレビ・フジテレビ） - 稲垣士朗 役
- 誤断（2015年11月 - 12月、WOWOW） - 青木弁護士 役
- 相棒 Season14 元日スペシャル「英雄」（2016年1月1日、テレビ朝日） - 音越栄徳 役
- 水曜ミステリー9 ドクターハート 薮田公介の事件カルテ2（2016年1月13日、テレビ東京） - 姉崎卓 役
- NHKスペシャル「原発メルトダウン 危機の88時間」（2016年3月13日、NHK）※再現ドラマ[19]
- 金曜プレミアム 外科医 鳩村周五郎14（2016年6月24日、フジテレビ） - 吉川俊樹 役
- 水曜ミステリー9 検事・沢木正夫4（2016年9月14日） - 南浩一郎 役
- とげ 小市民 倉永晴之の逆襲（2016年10月 - 11月、フジテレビ） - 長田孝治 役[20]
- Chef〜三ツ星の給食〜（2016年） - 金沢勝 役
- 石川五右衛門 第3話（2016年10月28日、テレビ東京） - 加賀屋甚右衛門 役
- 月曜名作劇場（TBS）
  - はぐれ署長の殺人急行 九十九里浜迷宮ダイヤ（2016年12月5日） - 大隅東吾 役
  - 温泉殺人事件シリーズ3（2017年6月12日） - 大野木絋一郎 役
- 奪い愛、冬（2017年1月 - 3月、テレビ朝日） - 古田 役
- ショカツの女 新宿西署 刑事課強行犯係13（2017年、朝日放送） - 野田丈一 役
- 三匹のおっさん（2018年1月2日、テレビ東京） - 吉田光一 役
- 執事 西園寺の名推理（2018年4月13日、テレビ東京） - 錦野省吾 役
- スペシャルドラマ　花へんろ　特別編　春子の人形（2018年8月4日、NHK BSプレミアム） - 花井靴院長 役
- サイレント・ヴォイス 行動心理捜査官・楯岡絵麻 第4話「トロイの落馬」（2018年10月27日、BSテレ東） - 松尾隆太郎 役
- ただいま 大須商店街（2019年1月2日、東海テレビ / 3月31日、BSフジ） - 近藤大輔 役[21]
- GARO -VERSUS ROAD- 第10話（2020年6月11日、TOKYO MX） - 花農園の男 役
- 未解決の女 警視庁文書捜査官 season2 第6話・最終話（2020年9月10日・17日、テレビ朝日） - 池内達郎参事官 役
- 西村京太郎サスペンス 十津川警部の事件簿  悪夢（2021年11月22日、テレビ東京） - 工藤洋一郎 役
- パンドラの果実〜科学犯罪捜査ファイル〜 Season1、最新章SP（2022年4月23日 - 6月25日、2024年6月16日、日本テレビ） - 葛木信介 役[22]
- 警視庁ゼロ係〜生活安全課なんでも相談室〜愛と涙のさよならSP（2022年11月7日、テレビ東京）幸田純一 役
- 記憶捜査3〜新宿東署事件ファイル〜第6話・第7話（2022年12月9日・12月16日、テレビ東京） - 阿武隈悟 役
- 弁護士 六角心平 京都殺人事件簿（2025年3月29日、BS日テレ）[23]
- 特捜9 final season 第7話（2025年5月21日、テレビ朝日） - 中崎幸生 役[24]
- レプリカ 元妻の復讐 第2話・第4話（2025年7月14日・28日 、テレビ東京） - 堤下部長 役[25]

### ウェブドラマ
- 奪い愛、夏 第7話（2019年9月19日、ABEMA） - 高橋役
- 箱庭のレミング（2021年6月17日、ABEMA） - 白石姉妹の父 役
- パンドラの果実〜科学犯罪捜査ファイル〜 Season2（2022年6月25日 - 7月30日、Hulu）、 Season3（2024年6月16日 - 7月14日、Hulu） - 葛木信介 役[22]

### 映画
- 極道の妻たち 最後の戦い（1990年、東映）
- 打鐘（1993年、ヒーロー） - 立花ワタル 役
- ごろつき2（1993年、ヒーロー/ツインズ）- 主演・倉科涼 役
- 帝都物語外伝（1995年、ケイエスエス）
- 南の島に雪が降る（1995年、田崎真珠/リバース） - 白根伍長 役
- ParaPara櫻之花（2001年）※香港映画（日本未公開）
- ROUND1（2003年、アスミック）
- 四日間の奇蹟（2005年、東映） - 後藤則幸 役
- 陰獣（2008年） - 松本警部 役 ※フランス映画
- 20世紀少年 第2章 最後の希望（2009年、東宝） - 斉木刑事 役
- 渋谷（2010年、ビーワイルド）
- こころざし〜舎密を愛した男〜（2011年） - 長井長義 役
- 仮面ライダー×仮面ライダー ゴースト&ドライブ 超MOVIE大戦ジェネシス（2015年） - 天空寺龍 役
- ゆずの葉ゆれて（2016年8月20日） - 風間俊之 役
- バニラボーイ トゥモロー・イズ・アナザー・デイ（2016年9月3日） - 矢島正蔵 役
- 僕らはみーんな生きている（2023年10月21日） - 江越京太郎 役

### オリジナルビデオ
- 稲川淳二のトゥルーストーリー「冥土へおいでよ!」（1991年、ポニーキャニオン）
- 首都高速トライアル3（1991年、にっかつ） - 主演・京平 役
- 爆走NSX かっとびブギ（1992年、にっかつ） - 主演・村添健司 役
- 打鐘 男たちの激情（1994年、タキ・コーポレーション） - 主演・立花ワタル 役

### 舞台
- 吉本百年物語 キミとボクから始まった（2012年5月14日 - 6月6日、なんばグランド花月） - ジャズマン・籏野 役
- マーダーミステリーシアター 演技の代償（2021年7月18日、配信公演） - 豊島万里 役

### バラエティ
- カミングアウトバラエティ!! 秘密のケンミンSHOW（2007年10月 - 、読売テレビ・日本テレビ） - 京都府民代表・ゲスト出演
- 今すぐ使える豆知識 クイズ雑学王（2008年4月 - 2009年9月、テレビ朝日） - ゲスト解答者
- 和風総本家（2008年12月 - 番組終了、テレビ東京） - 不定期出演
- クイズ!ヘキサゴンII（2011年6月 - 8月、フジテレビ） - ゲスト解答者
- ロンドンハーツ ネットムービー第1弾アイドルトラップ - ゲスト出演
- あなたの知らない京都旅「伏見稲荷大社から祇園まで 〜西村和彦 自慢の郷めぐり〜」（2025年6月19日、 BS朝日）- 旅人

### 情報番組
- Go on（2003年4月 - 2008年9月、KBS京都・関西テレビ☆京都チャンネル） - メインMC
- 史上最大!豪華客船で行く〜癒しのカリブ（2009年、BS-TBS）
- サプライズ木曜日（2009年4月 - 6月、読売テレビ・日本テレビ） - 不定期出演、コメンテーター
- 情報ライブ ミヤネ屋（2009年11月 - 出演終了、読売テレビ・日本テレビ） - 不定期出演、コメンテーター
- かんさい情報ネットten!→かんさい情報ネットten.（2009年11月 - 、読売テレビ） - 不定期出演、コメンテーター→準レギュラー、「お宝発見! 街かど★トレジャー」リポーター担当
- DON!（2010年4月 - 2011年1月、日本テレビ） - 不定期出演、パネリスト
- なるほど!大豆鑑（2013年4月6日 - 2013年8月24日、日本テレビ） - 豆田和彦 役
- プレミアム〜週末のしあわせ〜（2013年4月6日 - 2013年8月24日、テレビ愛知）
- 歴史秘話ヒストリア（2015年11月18日、NHK） - 尾形光琳 役
- よじごじDays（2017年 - 不定期出演、テレビ東京）

### 語学番組
- リトル・チャロ2 英語に恋する物語（2010年6月30日・7月7日・14日・21日、ETV） - マンスリーゲスト

### 広告
- 大正製薬リポビタンD（1991年 - 1998年）
- 「日本に京都があってよかった」キャンペーンポスター（2004年 - 2005年、京都市役所）